# Feuersnot
Feuersnot är en Singgedicht (sångdikt) eller opera (op. 50) i en akt med musik av Richard Strauss och text av Ernst von Wolzogen från 1901.

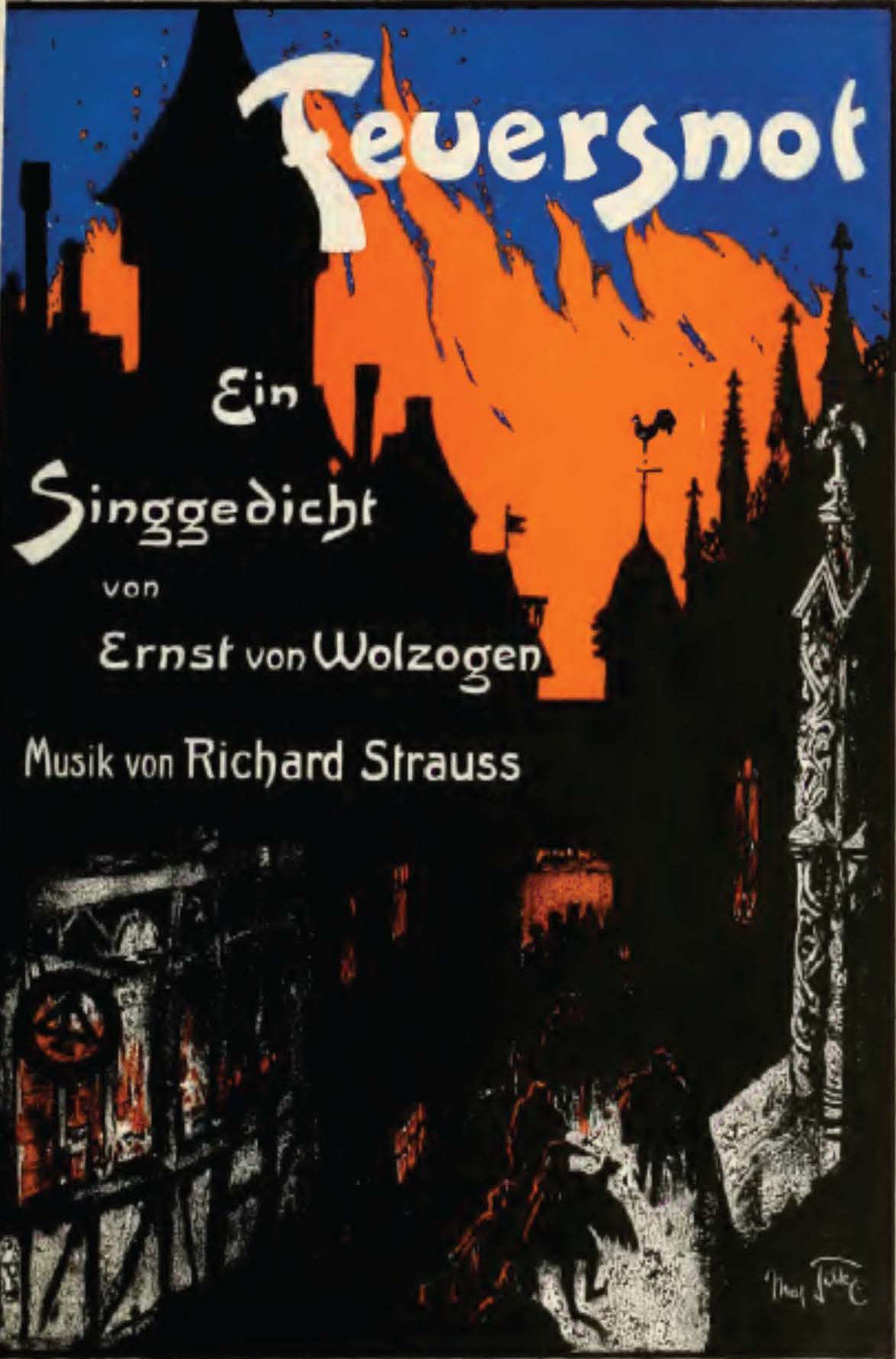

## Bakgrund
I likhet med Strauss kom Ernst von Wolzogen också från München och hade liksom denne problem med den konservativa publiken i hemstaden. De lärde känna varandra i München 1898–1899 och båda flyttade till Berlin. Strauss utsågs 1898 till hovkapellmästare vid Berlins operahus. Hans första opera Guntram hade gjort fiasko i München och han längtade efter revansch. Ernst von Wolzogen grundade 1900 Überbrett'l-rörelsen (kabaréer med politiska sånger) efter fransk förebild. Strauss tilltalades av dennes respektlösa hållning mot överheten och samhället. Han ville skriva en opera som revolterade mot den borgerliga, smaklösa kulturinställningen och den opportunistiske Wolzogen uppmuntrade Strauss i dennes strävan efter en operamässig hämnd, så de båda började leta efter ett lämpligt ämne för en opera.

## Förlaga
I en samling med holländska medeltidslegender fann Strauss ett lämplig verktyg för sina idéer i sagan "Das erloschene Feuer zu Audenaerde"; En ung man söker hjälp av en trollkarl. Den flicka som han älskar har förskjutit honom. Hon hade lovat honom en kärleksnatt och för att komma in i hennes rum hissades han upp i en korg. Halvvägs upp lämnades han sittande hela vinternatten och hånades på morgonen när korgen firades ner. Trollkarlens plan gick ut på att släcka all eldar i stan och låta det bli känt att de inte skulle tändas förrän flickan ställdes upp naken på torget och en eld skulle flamma ut från hennes bakdel.

### Anspelningar på Wagners, Strauss och Wolzogens namn i texten

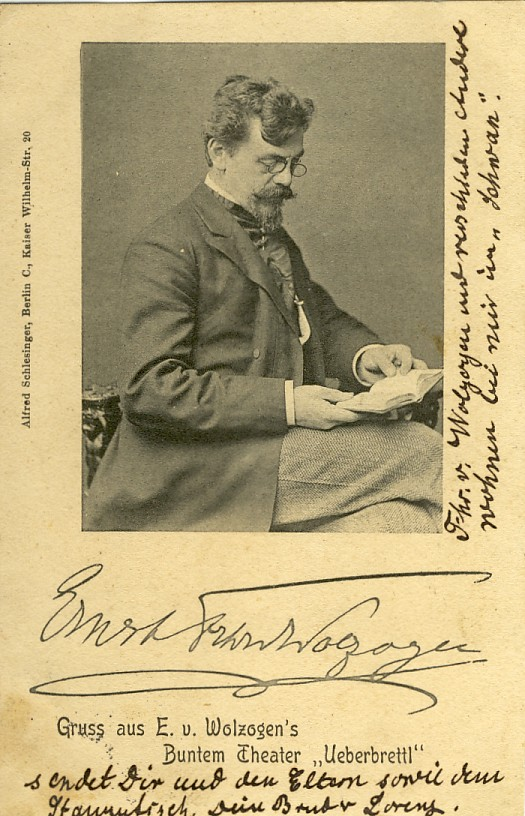
Ernst von Wolzogen 1901.

Wolzogen gillade sagan men insåg att det aldrig skulle kunna iscensättas som den var i original. Han gjorde om texten så att hjälten fick bli trollkarlens lärling och flickan fick offra sin oskuld för att tända eldarna. Librettot blev till en satir där Strauss fick tillfälle att hämnas på München som hade behandlat både honom själv och hans store förebild Wagner illa. Därför innehåller operan en mängd mer eller mindre dolda anspelningar på dessa förhållanden, både i texten (där trollkarlen Kunrads tal till stadsborna helt tydligt är en anklagelse mot det München som jagade bort Wagner) och i musiken som innehåller otaliga citat både ur Wagners och ur Strauss egna verk. I texten får namnet "Wagner" en dubbel betydelse: (1) trollkarlen kallas för Reichart der Meister och (2) från verbet 'wagen' (att våga) bildas 'Wagner' (den som vågar):
Sein Wagen kam all zu gewagt Euch vor,

da triebt Ihr den Wagner aus dem Thor.

Hans mod var för mycket för er,

så ni drev iväg den modige (Wagner) från porten.
Strauss citerar Valhallatemat vid orden Herrscher der Geister (Andarnas härskare) och temat från Den flygande holländaren när ordet 'mod' nämns. Även Strauss namn väver Wolzogen in i texten då namnet även kan betyda 'kamp' (ty. Strauß) i betydelsen att folket i München har fått en ny 'fiende' att tampas med:
den bösen Feind, den triebt Ihr nit aus-

det stellt sich Euch immer auf's Neue zum Strauß.

den elake fienden, honom som ni drev ut-

han kommer tillbaka för att kämpa mot er igen.
Slutligen använde Wolzogen sitt eget namn i en ordvits:
Wohl zogen mannige wackere Leut

die ein wagendes Wirken freut.

Gott visade många tappra män

hur modiga handlingar belönas.

## Komponerandet

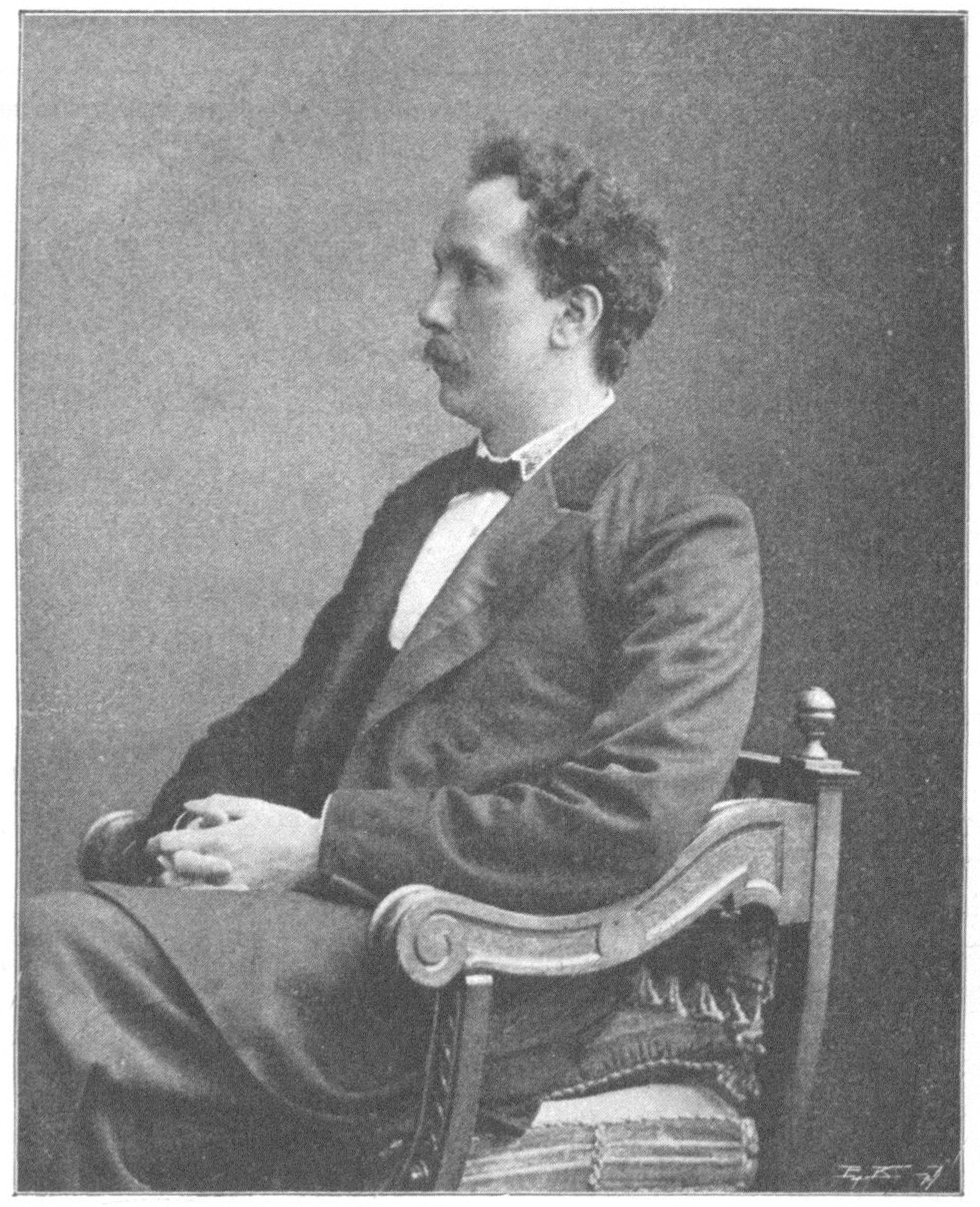
Richard Strauss omkring 1900.

Strauss började skissa på musiken i oktober 1900. Två månader senare började han komponera och var färdig 22 maj 1901, vilket råkade vara Wagners födelsedag. I musiken använder sig Strauss av folkvisor från München, en barnkör och utvecklar den lätta konversationsstil som han skulle förfina i alla sina kommande operor. På grund av textens explicita hänvisningar till sexualitet och samlag blev det svårigheter med censuren i Berlin och Strauss fick se sig om efter ett annat operahus för premiären. Han skrev till Berlins Hovopera och lovade att aldrig låta något av hans verk ha sin premiär där, ett löfte han skulle hålla. Istället blev det Dresden som fick den äran trots att Strauss försökte förhandla upp gaget i ett brev till von Schuch sommaren 1901:
Så 1500 Mark är fortfarande för mycket! O denna teater! Åt fanders med all operakomponerande!... Kanske jag skulle skicka dig mera för ingenting? En brandsläckare? För att släcka Penga-elden?... Jag tycker inte 1500 Mark är för mycket. Låt Fürstner göra som han vill. Om det inte blir något kan jag dra till Wien, där Mahler kommer göra allt för att jag ska ge honom premiären. Jag ska ändra mitt namn till Riccardo Straussino och låta Sonzogna förlägga mina verk, då kommer du acceptera allting.

## Premiär
21 november 1901 dirigerade Ernst von Schuch operans premiärföreställning i Dresden och succén var stor. Wolzogen orsakade tumult då han visade sig på scenen med en aster stor som ett vagnshjul i knapphålet. Strauss var så belåten med Dresden som operastad att åtta av hans kommande elva operor skulle få sin premiär där. Han dirigerade Feuersnot i Frankfurt 3 december. Senare framkom det att Strauss hade bluffat för von Schuch om Wien. Visserligen var Mahler intresserad av att framföra Feuersnot men han sa till Strauss att han inte var intresserad att tävla med andra operahus om det och librettot råkade ut för censurbesvär även där. Mahler dirigerade operan i Wien 29 januari 1902. Kritiken där var särdeles fientlig och den fjärde föreställningen ställdes in. Premiären i Berlin (som trots Strauss tidigare hätska utfall avlöpte smärtfritt) fick senareläggas till 28 oktober 1902 (på grund av att en av sångarna blev sjuk) då Emmy Destinn sjöng rollen som Diemut. Men efter endast sju föreställningar förbjöds operan efter klagomål från kejsarinnan. Wolzogen kommenterade saken syrligt: "Efter att ha fött sju barn hade hon förmodligen inte mycket till övers för "Tra-la-la". Operaintendenten greve Hochberg avgick i protest mot kejsarinnan och lovade Strauss att han skulle kämpa som ett lejon för verkets återupprättelse. Förbudet hävdes snart därefter och greven tog tillbaka sin avskedsansökan.

## Roller
| Roller                                    | Stämma      | Rollbesättning vid premiären 21 november 1901 Dirigent: Ernst von Schuch |
| ----------------------------------------- | ----------- | ------------------------------------------------------------------------ |
| Schweiker von Gundelfingen, utmätningsman | Tenor       | Franz Petter                                                             |
| Ortolf Sentlinger, borgmästare            | Bas         | Franz Nebruschka                                                         |
| Diemut, hans dotter                       | Sopran      | Annie Krull                                                              |
| Elsbeth, hennes väninna                   | Mezzosopran | Auguste Lautenbacher                                                     |
| Wigelis, hennes väninna                   | Kontraalt   | Irene von Chavanne                                                       |
| Margret, hennes väninna                   | Sopran      | Minnie Nast                                                              |
| Kunrad, alkemist                          | Baryton     | Karl Scheidemantel                                                       |
| Jörg Pöschel, krogvärd                    | Bas         | Ernst Wachter                                                            |
| Hämmerlein, handelsman                    | Baryton     | Joseph Höpfl                                                             |
| Kofel, smed                               | Bas         | Friedrich Plaschke                                                       |
| Kunz Gilgenstock, bagare och bryggare     | Bas         | Hans Geißler                                                             |
| Ortlieb Tulbeck, skomakare                | Tenor       | Anton Erl                                                                |
| Ursula, hans fru                          | Kontraalt   | Franziska Schäfer                                                        |
| Ruger Asbeck, krukmare                    | Tenor       | Theodor Kruis                                                            |
| Walpurg, hans fru                         | Sopran      | Gisela Staudigl                                                          |
| Stadsbor, kvinnor, barn, tjänstefolk      |             |                                                                          |

## Handling

### Akt 1
ca 90 minuter
På midsommardagen samlar barnen i München bränsle till midsommarbålet. Alla ger villigt sitt bidrag, även borgmästarens dotter Diemut. Barnen blir alltmer påflugna och till sist jagar de vuxna bort dem. De samlas utanför den mystiske Kunrads hus och krogvärden Pöschel berättar underliga saker och honom men skomakaren Tulbeck försvarar särlingen och säger att han har gjort mycket gott för staden men blivit illa behandlad av dess invånare.
Just då stiger Kunrad ut ut sitt hus. Det är en ung man som har ärvt lösöret efter en trollkarl som har flyttat från staden, men han har ännu inte kommit underfund med vad han ska använda det till. Han får syn på Diemut och förälskar sig genast i henne, samtidigt som han ger barnen lov att hämta så mycket bränsle de vill inne hos honom.
Han går beslutsamt över gatan och kysser Diemut. Hennes väninnor är imponerade över hans rättframhet, men Diemut känner sig förödmjukad och svär på att hon skall hämnas offentligt på Kunrad. På kvällen stiger Diemut ut på balkongen och ordnar sitt hår medan Kunrad gömmer sig i skuggan och börjar uppvakta henne. Han ber Diemut att låta honom komma in i hennes rum, och hon hissar ner den stora vedkorgen som han skall åka upp i. Då han har kommit halvvägs låter Diemut korgen bli hängande och tillkallar triumferande alla väninnor och grannar så de riktigt kan göra narr av den olycksalige friaren. Kunrad håller en ljungande straffpredikan för de församlade stadsborna, åkallar den gamle trollkarlen och ber honom att släcka all eld i staden. Allt blir genast mörkt och medan stadsborna går till borgmästaren och protesterar, utnyttjar unga par mörkret.
Kunrad hoppar upp på balkongen och förebrår stadsborna för att de har drivit ut den gamla trollkarlen ur staden, och han tillkännager att elden kommer tillbaka först när Diemut har erkänt att hon älskar honom. Stadsborna bönfaller henne att ge efter och i själva verket finns det inget hon hellre vill, så hon drar in Kunrad i sin kammare. Genast flammar bålen upp igen till fröjd för alla Münchens invånare.

## Orkesterbesättning
- Träblåsinstrument

3 tvärflöjter (Flöjt 1 dubblerar piccoloflöjt),
3 oboer (Oboe 2 dubblerar Engelskt horn),
3 klarinetter (klarinett 1 dubblerar basklarinett i A),
3 fagotter (fagott 2 dubblerar kontrafagott)
- Bleckblåsinstrument

4 valthorn,
3 trumpeter,
3 tromboner,
1 bastuba
- Slagverk

Pukor, cymbaler, virveltrumma, triangel, bastrumma, tamburin, klockspel, kastanjetter
- Klaverinstrument

tramporgel
- Stråkar

2 harpor,
Violin I,
Violin II,
Viola,
Cello,
Kontrabas

## Diskografi
| År          | Roller (Diemut Kunrad)                   | Dirigent, Orkester                                                                                           | Skivmärke                                                 |
| ----------- | ---------------------------------------- | --- | --------------------------------------------------------- |
| 1958        | Maud Cunitz, Marcel Cordes               | Rudolf Kempe Bayerska statsoperans orkester och kör (Liveinspelning)                                         | Orfeo D'Or Kat: 423962                                    |
| 1978        | Gundula Janowitz, John Shirley-Quirk     | Erich Leinsdorf Deutsches Symphonie-Orchester Berlin, Tölzer Knabenchor och RIAS Kammerchor (Liveinspelning) | CD: Deutsche Grammophon Kat:00289 479 2414.               |
| 1984        | Júlia Várady, Bernd Weikl                | Heinz Fricke Münchens Radioorkester, Tölzer Knabenchor och Bayerska Radiokören                               | CD: Arts Music Kat:                                       |
| 2013 (1965) | Ingrid Bjoner, Marcel Cordes             | Joseph Keilberth Kölns Radioorkester and kör                                                                 | CD: Gala Kat: GL 100-540                                  |
| 2014        | Simone Schneider, Markus Eiche           | Ulf Schirmer Münchens Radioorkester, Barnkör från Staatstheater am Gärtnerplatz och Bayerska Radiokören      | CD: CPO Kat: CPO: 777920-2                                |
| 2015        | Nikola Beller Carbone, Dietrich Henschel | Gabriele Ferro Orkester, kör och barnkör från Teatro Massimo                                                 | Arthaus Musik Cat: Arthaus 109065 (DVD), 109066 (Blu-ray) |